# Алпско скијање на Зимским олимпијским играма 2006 — слалом за жене
Женски слалом на Олимпијским играма 2006. ја одржан је у среду, 12. фебруара на стази у Сестријереу.
Титулу је бранила светска првакиња из Бормија 2005., олимпијска победница из Солт Лејк Ситија 2002., и водећа у слалому текуће сезоне Светског купа 2005/06. са убедљивих 460 бодова Јаница Костелић из Хрватске. Иако је била велики фаворит остала је без медаље завршивши на 4. месту са 0,15 секунда заостатка иза трећепласирене Марлис Шилд. Победница Анја Персон је освојила прву златну медаљу на олимпијским играма.
Учествовале су 64 скијашице из 33 земаље учеснице. Максимални број од 4 учеснице имале су: Аустрија, Италија, Чешка, Швајцарска, Шведска, Хрватска, Француска и САД. Стартовале су 64 скијашице, од којих је 51 завршила трку.

## Земље учеснице
| - Аргентина (2) - Аустрија (4) - Босна и Херцеговина (1) - Бугарска (1) - Канада (1) - Кина (1) - Хрватска (4) - Чешка (4) - Естонија (1) - Финска (2) - Француска (4) | - Република Македонија (1) - Немачка (3) - Грчка (1) - Мађарска (1) - Индија (1) - Ирска (1) - Италија (4) - Јапан (3) - Казахстан (1) - Јужна Кореја (1) - Либан (1) | - Лихтенштајн (1) - Монако (1) - Нови Зеланд (2) - Пољска (1) - Србија и Црна Гора (2) - Словачка (3) - Словенија (1) - Шведска (4) - Турска (1) - Украјина (1) - Сједињене Америчке Државе (4) |

## Карактеристика стазе
Датум : 22. фебруар 2006.
Локално време 1. вожња 14,45 , 2. вожња 17,45
Стаза: „Ђовани А. Ањели“
Старт: 2.210 м, Циљ: 2.030 м
Висинска разлика: 180 м
Дужина стазе: м
Стаза за 1 вожњу:Филип Мартен, Француска, 50 капија
Стаза за 2 вожњу:Бернд Брунер, Аустрија, 51 капија
Температура 1. вожња  : старт-6,1°С циљ -4,7°С
Температура 2. вожња  : старт-6,5°С циљ -5.6°С

## Победнице
| Злато:              | Сребро:             | Бронза:              |
| Анја Персон Шведска | Никол Хосп Аустрија | Марлис Шилд Аустрија |

|  |  |  |

## Резултати
| Плас. | Скијашица                   | Земља                     | Слалом 1         | Слалом 2         | Укупно           | Заостатак        |
| ----- | --------------------------- | ------------------------- | ---------------- | ---------------- | ---------------- | ---------------- |
|       | Анја Персон                 | Шведска                   | 42,38            | 46,66            | 1:29,04          |                  |
|       | Никол Хосп                  | Аустрија                  | 42,83            | 46,50            | 1:29,33          | +0,29            |
|       | Марлис Шилд                 | Аустрија                  | 43,09            | 46,70            | 1:29,79          | +0,75            |
| 4     | Јаница Костелић             | Хрватска                  | 43,07            | 46,87            | 1:29,94          | +0,90            |
| 5     | Михаела Кирхгасер           | Аустрија                  | 42,97            | 47,31            | 1:30,28          | +1,24            |
| 6     | Танја Поутијаинен           | Финска                    | 43,05            | 47,74            | 1:30,79          | +1,75            |
| 7     | Анемари Герг                | Немачка                   | 43,37            | 47,52            | 1:30,89          | +1,85            |
| 8     | Chiara Costazza             | Италија                   | 44,15            | 46,93            | 1:31,08          | +2,04            |
| 8     | Тересе Боршен               | Шведска                   | 43,21            | 47,87            | 1:31,08          | +2,04            |
| 10    | Сара Шлепер                 | Сједињене Америчке Државе | 43,61            | 47,77            | 1:31,38          | +2,34            |
| 11    | Florine de Leymarie         | Француска                 | 43,40            | 47,99            | 1:31,39          | +2,35            |
| 12    | Реси Стиглер                | Сједињене Америчке Државе | 44,15            | 47,33            | 1:31,48          | +2,44            |
| 13    | Шарка Захробска             | Чешка                     | 43,52            | 48,03            | 1:31,55          | +2,51            |
| 14    | Линдси Килдоу               | Сједињене Америчке Државе | 43,92            | 47,66            | 1:31,58          | +2,54            |
| 15    | Ана Јелушић                 | Хрватска                  | 43,42            | 48,36            | 1:31,78          | +2,74            |
| 16    | Моника Бергман-Шмудерер     | Немачка                   | 43,48            | 48,36            | 1:31,84          | +2,80            |
| 17    | Брижит Актон                | Канада                    | 44,75            | 47,15            | 1:31,90          | +2,86            |
| 18    | Ана Отосон                  | Шведска                   | 44,09            | 47,99            | 1:32,08          | +3,04            |
| 19    | Мануела Мелг                | Италија                   | 43.59            | 48.58            | 1:32.17          | +3.13            |
| 20    | Хена Раита                  | Финска                    | 44.29            | 48.04            | 1:32.33          | +3.29            |
| 21    | Марија Пијетиле Холмнер     | Шведска                   | 44.16            | 48.31            | 1:32.47          | +3.43            |
| 22    | Вероника Зузулова           | Словачка                  | 44,53            | 48,00            | 1:32,53          | +3,49            |
| 23    | Ника Флајс                  | Хрватска                  | 44,31            | 48,30            | 1:32,61          | +3,57            |
| 24    | Annalisa Ceresa             | Италија                   | 44.55            | 48.22            | 1:32.77          | +3.73            |
| 25    | Ана Кобал                   | Словенија                 | 44,36            | 48,53            | 1:32,89          | +3,85            |
| 26    | Ванеса Видал                | Француска                 | 44.49            | 48.48            | 1:32.97          | +3.93            |
| 27    | Мизуе Хоши                  | Јапан                     | 45,35            | 48,03            | 1:33,38          | +4,34            |
| 28    | Eva Kurfürstová             | Чешка                     | 45,03            | 48,44            | 1:33,47          | +4,43            |
| 29    | Noriyo Hiroi                | Јапан                     | 44,74            | 48,85            | 1:33,59          | +4,55            |
| 30    | Katarzyna Karasińska        | Пољска                    | 45,41            | 48,89            | 1:34,30          | +5,26            |
| 31    | Мојца Ратај                 | Босна и Херцеговина       | 45,34            | 49,03            | 1:34,37          | +5,33            |
| 32    | Jessica Walter              | Лихтенштајн               | 45,37            | 49,73            | 1:35,10          | +6,06            |
| 33    | Александра Колети           | Монако                    | 45,38            | 50,58            | 1:35,96          | +6,92            |
| 34    | Anne-Sophie Barthet         | Француска                 | 46,28            | 50,38            | 1:36,66          | +7,62            |
| 35    | Nicola Campbell             | Нови Зеланд               | 45,90            | 50,92            | 1:36,82          | +7,78            |
| 36    | Макарена Симари Биркнер     | Аргентина                 | 45,90            | 51,17            | 1:37,07          | +8,03            |
| 37    | Марија Белен Симари Биркнер | Аргентина                 | 46,35            | 51,26            | 1:37,61          | +8,57            |
| 38    | Mami Sekizuka               | Јапан                     | 47,22            | 50,50            | 1:37,72          | +8,68            |
| 39    | Ширин Нјејм                 | Либан                     | 47,24            | 51,90            | 1:39,14          | +10,.10          |
| 40    | Erika McLeod                | Нови Зеланд               | 47,96            | 52,61            | 1:40,57          | +11,53           |
| 41    | Jae Eun Oh                  | Јужна Кореја              | 48,07            | 53,77            | 1:41,84          | +12,80           |
| 42    | Керстен Макгари             | Ирска                     | 49,64            | 52,79            | 1:42,43          | +13,39           |
| 43    | Јелена Лоловић              | Србија и Црна Гора        | 46,44            | 56,36            | 1:42,80          | +13,76           |
| 44    | Тију Нурмберг               | Естонија                  | 48,77            | 54,21            | 1:42,98          | +13,94           |
| 45    | Јулија Сипаренко            | Украјина                  | 50,31            | 52,95            | 1:43,26          | +14,22           |
| 46    | Марија Трмчић               | Србија и Црна Гора        | 49,47            | 53,99            | 1:43,46          | +14,42           |
| 47    | Вера Еременко               | Казахстан                 | 50,73            | 55,27            | 1:46,00          | +16,96           |
| 48    | Ивана Ивчевска              | Република Македонија      | 52,40            | 57,73            | 1:50,13          | +21,09           |
| 49    | Река Туш                    | Мађарска                  | 53,76            | 57,83            | 1:51,59          | +22,55           |
| 50    | Jinzhi Dong                 | Кина                      | 55,40            | 58,66            | 1:54,06          | +25,02           |
| 51    | Neha Ahuja                  | Индија                    | 55,45            | 1:00,71          | 1:56,16          | +27,12           |
|       | Кристина Козник             | Сједињене Америчке Државе | 45,72            | Није стартовала  | Није стартовала  | Није стартовала  |
|       | Луцие Хрсткова              | Чешка                     | 46,45            | Није завршила    | Није завршила    | Није завршила    |
|       | Марија Киркова              | Бугарска                  | 46,58            | Није завршила    | Није завршила    | Није завршила    |
|       | Мартина Ертл-Ренц           | Немачка                   | Није завршила    | Није завршила    | Није завршила    | Није завршила    |
|       | Данијела Меригети           | Италија                   | Није завршила    | Није завршила    | Није завршила    | Није завршила    |
|       | Петра Закуржилова           | Чешка                     | Није завршила    | Није завршила    | Није завршила    | Није завршила    |
|       | Соња Мацулова               | Словачка                  | Није завршила    | Није завршила    | Није завршила    | Није завршила    |
|       | Матеја Ферк                 | Хрватска                  | Није завршила    | Није завршила    | Није завршила    | Није завршила    |
|       | Ева Хучкова                 | Словачка                  | Није завршила    | Није завршила    | Није завршила    | Није завршила    |
|       | Duygu Ulusoy                | Турска                    | Није завршила    | Није завршила    | Није завршила    | Није завршила    |
|       | Катрин Цетел                | Аустрија                  | Дисквалификована | Дисквалификована | Дисквалификована | Дисквалификована |
|       | Laure Pequegnot             | Француска                 | Дисквалификована | Дисквалификована | Дисквалификована | Дисквалификована |
|       | Magdalini Kalomirou         | Грчка                     | Дисквалификована | Дисквалификована | Дисквалификована | Дисквалификована |